# Майкаммер
Майкаммер (нім. Maikammer) — громада в Німеччині, розташована в землі Рейнланд-Пфальц. Входить до складу району Південний Вайнштрассе. Центр об'єднання громад Майкаммер.
Площа — 13,68 км2. Населення становить 4364 ос. (станом на 31 грудня 2020).

## Галерея

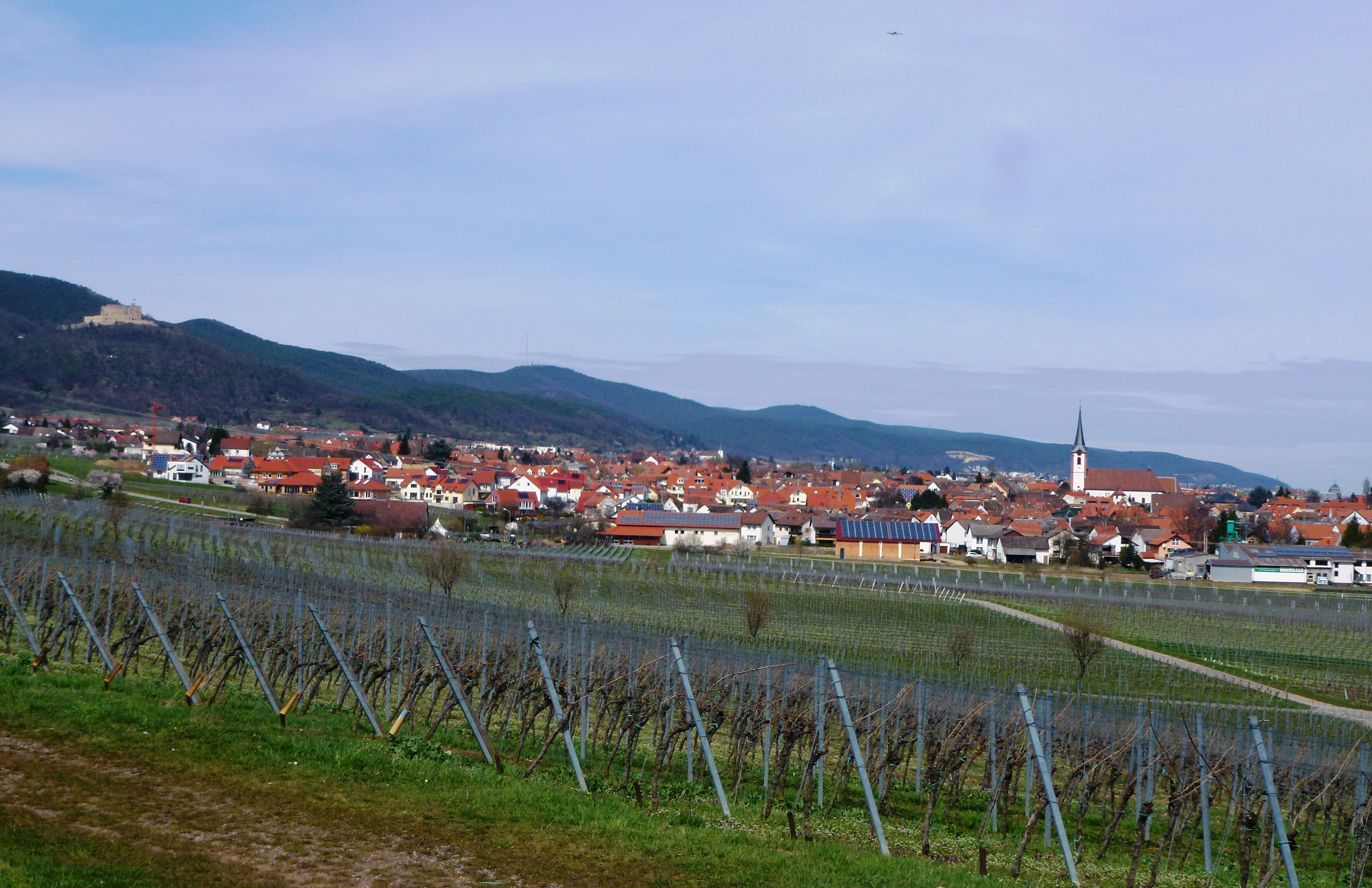
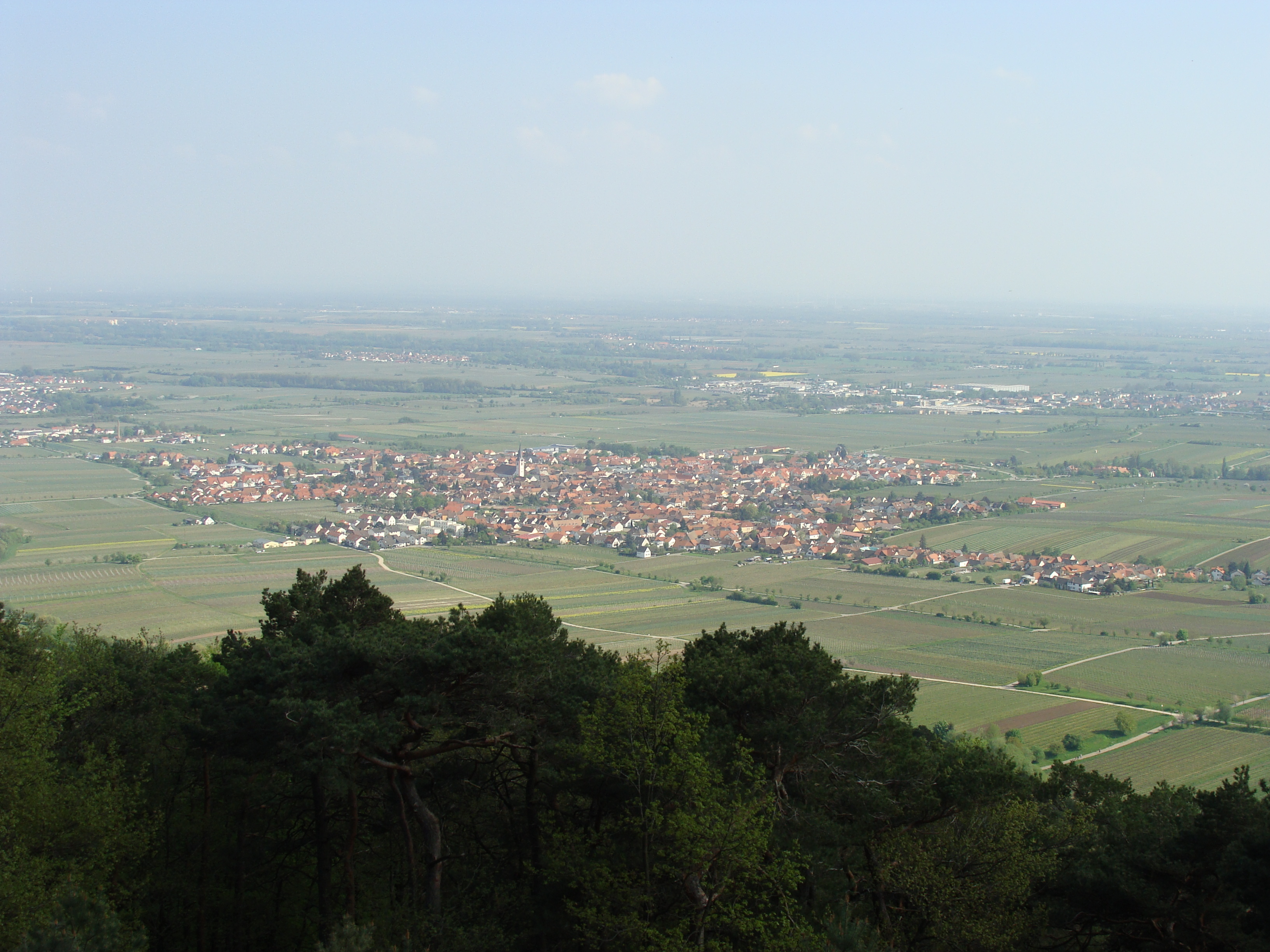
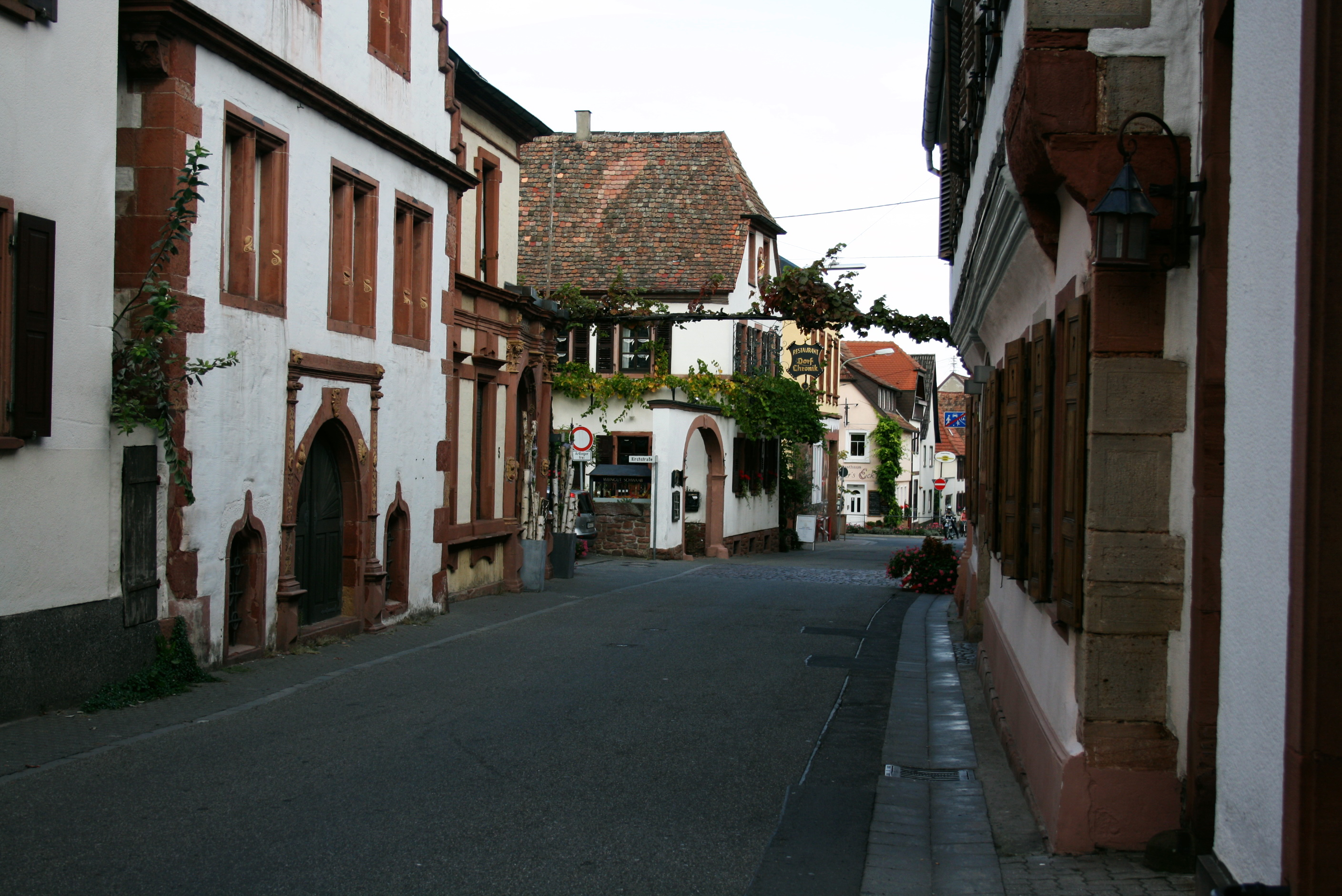
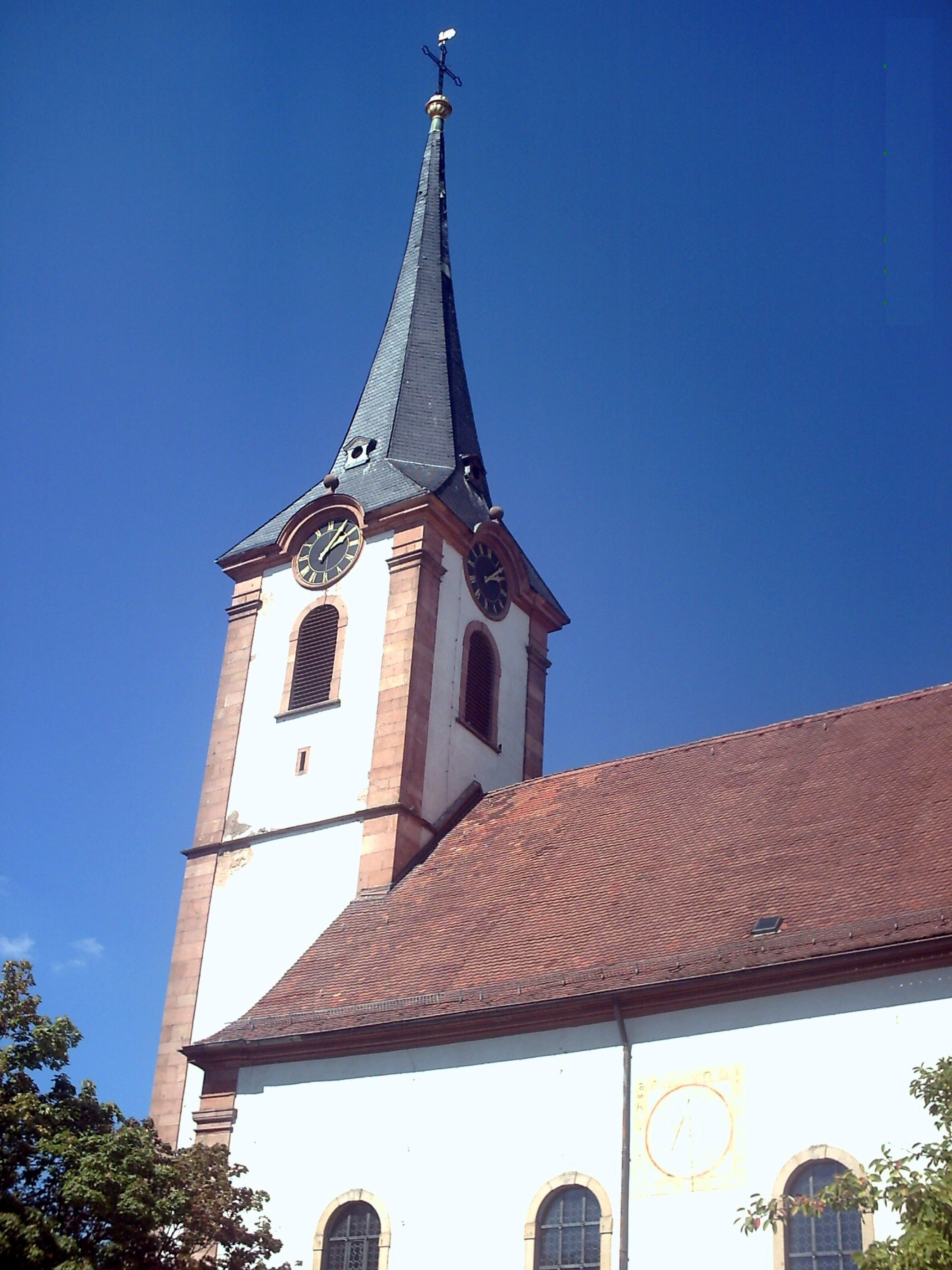
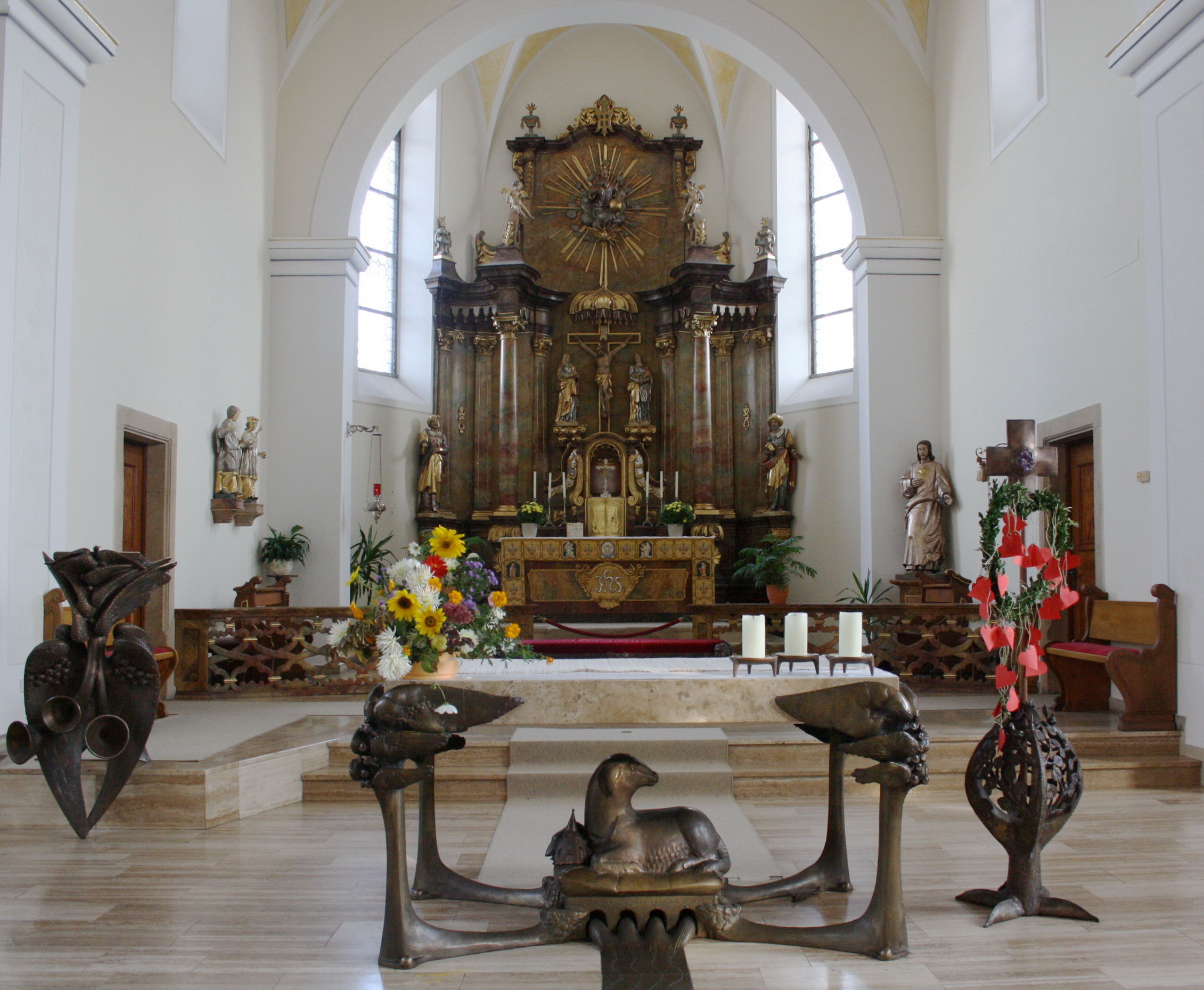